# Манастирски скит Благовести Пресвете Богородице у Вагану
Манастир Благовести Пресвете Богородице је манастир Српске православне цркве и непокретно културно добро Републике Српске који се налази у Вагану, а припада Дабробосанској митрополији.

## Историја
Манастир Благовести Пресвете Богородице у Вагану подигнут је 1870. године, мада се ово место, као богослужбено место, у разним путописима и летописима помиње много раније.
По предању, након пада Добруна, расуто монаштво из добрунског манастира се настанило по многим местима у окружењу. Десетак стараца из Добруна је на Црквинама, брду изнад Вагана, устројило монашки живот, да би године 1672. избио пожар, те је преживели део монаха направио брвнару-цркву на чијим темељима стоји и данашња црква.
Манастир је више пута преуређиван и паљен, али га је народ овог краја увек обнављао. У историјату цркве сачуван је податак о двомесечном боравку иконе Пресвете Богородице Чајничке – Чајничке Краснице, коју су монаси чували и одавде пренели у Чајниче. Црква је последњи пут у целости обновљена 1870. године, када је добила постојећи изглед.